# Coprosma setosa
Coprosma setosa är en måreväxtart som beskrevs av John William Moore. Coprosma setosa ingår i släktet Coprosma och familjen måreväxter. Inga underarter finns listade i Catalogue of Life.